# 巴东园蛛
巴东园蛛（学名：Araneus badongensis）为园蛛科园蛛属的动物。在中国大陆，分布于湖北等地。该物种的模式产地在湖北。